# Dezron Douglas

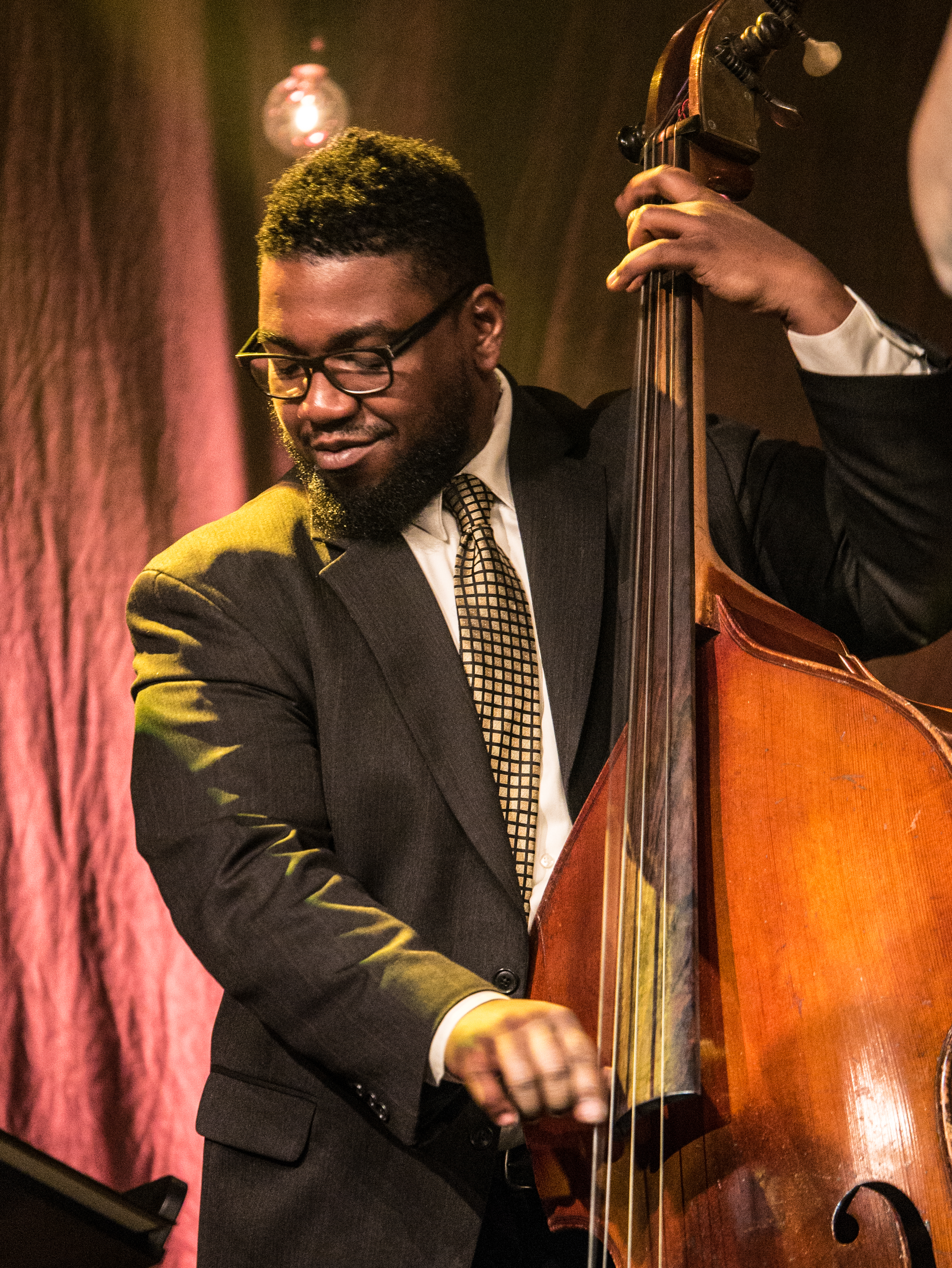
Dezron Douglas in 2015

Dezron Douglas (Hartford (Connecticut)) is een Amerikaanse jazzcontrabassist, componist en bandleider.
Douglas, een neef van drummer Walter Bolden, studeerde aan Hartt School of Music, waar hij les kreeg van onder meer Jackie McLean en trombonist Steve Davis. Hij speelde in die tijd regelmatig met saxofonist Jimmy Greene, Alan Jay Palmer, Abraham Burton en andere jonge musici, en richtte met anderen de groep The New Jazz Workshop of Hartford op. De band kwam in 2012 met een eerste album. In 2005 kwam zijn eerste cd onder eigen naam uit, "Marsalis Music Honors Michael Carvin". Als leider heeft hij inmiddels vier albums op zijn naam staan.
Douglas speelt in de groepen van Cyrus Chestnut, Louis hayes, Ravi Coltrane en Papo Vazquez. Hij heeft samengespeeld en/of opgenomen met onder meer Pharoah Sanders, Al Foster, Mulgrew Miller, Steve Coleman, Tomasz Stańko, Joel Frahm en Duane Eubanks.